# Klára Klose
Klára Klose (* 17. srpna 1971 Kroměříž) je česká sochařka, malířka a kreslířka, která se ve svém ateliéru věnuje individuálně tvorbě s lidmi - zájemci o výtvarné umění. Je členkou výtvarné sekce Východočeského střediska Obce spisovatelů v Pardubicích a členkou spolku Olomouckých výtvarníků.

## Život a tvorba
Klára Klose se narodila v jihomoravském městě Kroměříži stejně jako malíř Max Švabinský, jehož díla provázela sochařčino dětství. Matka Kláry Klose Jana Horáčková, její velký vzor, vystudovala SUPŠ Uherské Hradiště, obor keramika a do roku 1968 byla scénografkou ostravského Divadla Petra Bezruče. Za normalizace jí byla zakázána činnost, vrátila se tedy do svého rodného města a začala pracovat jako arteterapeut v kroměřížské psychiatrické léčebně. Navzdory své nelehké situaci nepřestala celý život malovat a kreslit, a proto můžeme považovat její díla za základní kámen pro tvorbu Kláry Klose.
V roce 1985 byla Klára Klose přijata na SUPŠ Uherské Hradiště, kde pod vedením profesora Jiřího Vlacha a mistra Vladimíra Groše vystudovala obor keramika. Jiří Vlach se zhlédl v nadšení své žákyně pro sochařství a začal její ročník intenzivněji vyučovat v tomto oboru. Během let strávených na střední škole vytvořila Klára Klose zejména plastiky koní, které jsou ve sbírkách Uměleckoprůmyslového muzea v Praze.
V roce 1990 udělala Klára Klose úspěšně talentové zkoušky na Akademii výtvarných umění v Praze, kde studovala v atelieru figurálního sochařství u profesora Karla Nepraše. V prvním ročníku na AVU získala cenu ateliéru za figuru staré ženy. Ve třetím ročníku reprezentovala se svými porcelánovými plastikami Českou republiku na setkání mladých umělců Germination 8 v Bredě, Varšavě, Athénách a Madridu. Své studium zakončila v roce 1996 diplomovou prací „Discobolos” - pohyb zachycený v plastice.
Po ukončení Akademie výtvarných umění se v olomouckém ateliéru začala kromě sochařství intenzivně věnovat malbě a kresbě. Realizovala plastiku koně pro stáje Arthura Fischera v Olomouci. Po tragické smrti bratra a matky vytvořila plastiky “ Objekt 96 “ a “ Objekt 98, které jsou nyní ve sbírce Alšovy jihočeské galerie v Bechyni.
V roce 2002 se přestěhovala, již se dvěma malými dětmi, do ateliéru v Pardubicích, kde se plně rozvinul její, tzv. humorný přístup k soše a lidskému konání, který nasála v Křížovnické škole čistého humoru bez vtipu Karla Nepraše. To vše zaznamenává v hliněných pohyblivých plastikách, perokresbách a nadrozměrných olejomalbách. Realizuje betonové plastiky pro veřejná prostranství měst Východních Čech. Maluje a sochaří na míru moderních interiérů současné architektury. V pardubickém atelieru se Klára Klose rovněž věnuje nápravě „škod“, které v oboru výtvarného umění napáchaly na lidech základní školy, a při soukromých lekcích individuálně otevírá v lidech – studentech či amatérech čirou a nespoutanou radost z tvorby.
Vystavuje od roku 1997 a od té doby byla její díla vystavena na několika samostatných i kolektivních výstavách. Věnuje se převážně abstraktní tvorbě, kterou považuje za více tvůrčí a svobodnou. a jejími hlavními tématy jsou svět lidí a vztahy. Prozaička a výtvarná kritička Anna Zonová přirovnala její odvážné ilustrace k tvorbě Toyen.
Podílela se mj. i na ilustraci knihy Nekonečné Ticho, prvního prozaického díla Tomáše Zdechovského.

## Výstavy

### Samostatné výstavy
| Rok  | Název                                                    | Místo                                                                                 | Ref.   |
| ---- | -------------------------------------------------------- | ------------------------------------------------------------------------------------- | ------ |
| 1997 | „Plastiky a kresby“                                      | Galerie VaV, Pardubice                                                                | [ 9 ]  |
| 1998 | „Figura, kresba“                                         | Galerie Gong, Pardubice                                                               | [ 9 ]  |
| 1998 | „Plastika v suterénu“                                    | Litovelská 26, Olomouc                                                                | [ 9 ]  |
| 1999 | „Souhrnná výstava plastik“                               | Kaple Moravský Beroun                                                                 | [ 9 ]  |
| 2000 | „Mysli si, že se Ti to jen zdá“                          | Galerie Osa, Olomouc, Kavárna „U notáře“, Havlíčkův Brod                              | [ 9 ]  |
| 2001 | „Konečně“                                                | Galerie Caesar                                                                        | [ 9 ]  |
| 2003 | -                                                        | Cafe KOSTKA, Pardubice                                                                | [ 10 ] |
| 2006 | „Vztahy na úrovni“                                       | foyer Východočeského divadla Pardubice                                                | [ 10 ] |
| 2007 | „Příběh lidé: rozměry a struktura jednoho tvůrčího činu“ | Alšova jihočeská galerie v Hluboké nad Vltavou, Mezinárodní muzeum keramiky v Bechyni | [ 10 ] |
| 2010 | „Klára Klose nach Haus am Bach“                          | Sissach, Basilej                                                                      | [ 10 ] |
| 2012 | „Sochy a obrazy“                                         | foyer Východočeského divadla Pardubice                                                | [ 10 ] |
| 2013 | „Klára Klose a Antonín Slavíček“                         | Galerie Jonáš PP1K, Pardubice                                                         | [ 10 ] |
| 2013 | „Fatamorgana“                                            | Café Galerie Bím, Dobřichovice                                                        | [ 10 ] |
| 2014 | „Obrazy v pizzerii Lanza, kde už se nekouří“             | Raisova 213, Pardubice                                                                | [ 10 ] |
| 2014 | „Obrazy Kláry Klose“                                     | Klub Hudební Galerie Podkova (KHGP), Olomouc                                          | [ 10 ] |
| 2014 | „Sochy a obrazy“                                         | Galerie Michael, Praha                                                                | [ 10 ] |
| 2015 | „Klára Klose, obrazy, plastiky“                          | Galerie Univerzity Pardubice                                                          | [ 10 ] |
| 2015 | „Modelovat, malovat nebo milovat“                        | Galerie Slováckého muzea, Uherské Hradiště                                            |        |
| 2016 | „Společenské jevy“                                       | zámek Nový Světlov, Bojkovice                                                         |        |
| 2018 | „Obrazy na schodišti domu v Jindřišské ul. 698“          | Pardubice                                                                             |        |
| 2018 | „Obrazy a sochy“                                         | v Rezidenci Veliš, Žďár nad Sázavou                                                   |        |
| 2019 | „Poslední večeře“                                        | galerie K, Pardubice                                                                  |        |
| 2019 | „Art Music Therapy“                                      | VEKT OR sportcentrum Pardubice                                                        |        |
| 2022 | „Moře a dny Slunce“                                      | Atelier Chrudimská, 811 Pardubice                                                     |        |
| 2024 | „Dílo Člověka“                                           | nám. 3. května, 20 Železný Brod                                                       |        |

### Kolektivní výstavy
| Rok  | Název | Místo                                                         | Ref. |
| ---- | --- | ------------------------------------------------------------- | ---- |
| 1992 | Škola Karla Nepraše                                                                                      | Moravská Galerie v Brně, galerie Ve Dvoře, Veselí nad Moravou |      |
| 1993 | Karel Nepraš a jeho učedníci                                                                             | Galerie U prstenu, Praha                                      |      |
| 1996 | Junge Kunst Internacional, Overbeck gesellschaft                                                         | Lubek, Breda, Varšava, Athény, Madrid                         |      |
| 1996 | „Světlo, stín a porcelán“                                                                                | Galerie Louny, Zámecká galerie Český Krumlov                  |      |
| 1996 | Absolventská výstava AVU                                                                                 | Valdštejnská jízdárna, Praha                                  |      |
| 2000 | „Setkání aneb SÁDRA KRÁSY“                                                                               | kaple v Moravském Berouně                                     |      |
| 2000 | „Učedníci Karla Nepraše“                                                                                 | galerie Ve Dvoře, Veselí nad Moravou                          |      |
| 2001 | „Setkání aneb SÁDRA KRÁSY“                                                                               | Galerie antického umění v Hostinném                           |      |
| 2003 | Stadtgalerie Rathaus                                                                                     | Lucern                                                        |      |
| 2003 | „Po roce“, výstava žáků profesora Karla Nepraše                                                          | Hořice                                                        |      |
| 2004 | „Dole bez“                                                                                               | Výstavní síň Divadla Karla Pippicha, Chrudim                  |      |
| 2004 | Symposium, výstava                                                                                       | Bechyně                                                       |      |
| 2005 | „Mladé setkání“                                                                                          | Hodonín                                                       |      |
| 2005 | Lesbická škola Karla Nepraše                                                                             | Galerie moderního umění, Opava                                |      |
| 2006 | „Black“                                                                                                  | Galerie Sýpka, Pardubice                                      |      |
| 2007 | „Příběhy“: Klára Klose, Dominika Paštéková, Petr Sládek                                                  | zámecký pivovar, Bechyně                                      |      |
| 2010 | Absolventi ateliéru prof. Karla Nepraše „Odnikud nikam, pro nic za nic, blízko hranic“                   | klášterní kostel svatého Antonína Paduánského, Sokolov        |      |
| 2011 | „Hádala se duše s tělem“                                                                                 | Galerie Portheimka, Praha                                     |      |
| 2012 | „A přece se točí!“                                                                                       | Galerie Portheimka, Praha                                     |      |
| 2012 | 20 let Galerie Caesar/ 20 let Spolku olomouckých výtvarníků                                              | Galerie Caesar, Olomouc                                       |      |
| 2013 | „Kráska a netvor“                                                                                        | Galerie Portheimka, Praha                                     |      |
| 2014 | „Koně“                                                                                                   | Haus am Bach, Sissach, Basilej                                |      |
| 2016 | „Královské slavnosti“                                                                                    | Empírový skleník, Pražský hrad, Praha                         |      |
| 2018 | „Světová výstava umění“                                                                                  | Promenad Robert Fabre le Bret Cannes                          |      |
| 2019 | „Vladimír Groš a jeho žáci“                                                                              | Slovácké museum Uherské Hradiště                              |      |
| 2024 | „Dědictví“ trojgenerační výstava soch a obrazů rodu Klose westie caffe https://westiecoffee.cz/?lang=cso | Pardubice                                                     |      |

### Realizace
| Rok  | Název | Místo                                                                | Ref. |
| ---- | --- | -------------------------------------------------------------------- | ---- |
| 1997 | Sloup v paláci Kotva                                                                                         | generální ředitelství Vězeňské služby, a. s., Revoluční ulice, Praha |      |
| 1997 | Interiérová plastika „Strom“ pro rodinný dům                                                                 | v Pečkách u Kolína                                                   |      |
| 1997 | Exteriérová plastika koně                                                                                    | polyfunkční dům v ulici Hanáckého pluku, Olomouc                     |      |
| 1999 | Plastika „Bojovník“ pro zahradu manželů Jemelíkových                                                         | Lipník nad Bečvou                                                    |      |
| 2000 | Ilustrace knihy „Mysli si, že se Ti to jen zdá“ Ladislava Vondráka                                           | vydaly Tiskárny Havlíčkův Brod                                       |      |
| 2001 | Reliéfy „Adam a Eva“ pro interiér restaurantu V ráji                                                         | Olomouc                                                              |      |
| 2006 | „Milenci“, ukončení sloupu zábradlí secesního domu                                                           | v Jindřišské ulici, Pardubice                                        |      |
| 2009 | „Opuštěný měsíc“                                                                                             | Havlíčkovy sady, Vysoké Mýto                                         |      |
| 2012 | „Týden“ sousoší pro pěší zónu                                                                                | Přelouč                                                              |      |
| 2013 | Ilustrace knihy „Nekonečné ticho“ Tomáše Zdechovského                                                        |                                                                      |      |
| 2014 | „Strážce domu“ Exteriérová plastika, červený beton pro rodinný dům černá                                     | u Bohdanče                                                           |      |
| 2015 | Kachel „Štír a Panna“ průčelí domu                                                                           | Lázně Bohdaneč                                                       |      |
| 2018 | Realizace kachlů (kopie původních vzorů) bytový dům                                                          | Dukla Pardubice                                                      |      |
| 2019 | „Svatá rodina“ realizace plastiky pro Masarykův pokoj Rezidence Veliš https://www.rezidencevelis.cz/#galerie | Žďár nas Sázavou                                                     |      |